# Uchidana parasita
Uchidana parasita är en djurart som tillhör fylumet slemmaskar, och. Uchidana parasita ingår i släktet Uchidana och familjen Valenciniidae. Inga underarter finns listade i Catalogue of Life.